# Lars Gårding
Lars Jacob Gårding (Hedemora, 7 de março de 1919 — 7 de julho de 2014) foi um matemático sueco.
Sua área principal de pesquisa são equações diferenciais parciais.
Estudou na Universidade de Lund, doutorando-se sob a orientação de Marcel Riesz, tendo editado seus trabalhos (collected papers) em 1988. Foi em seguida professor de matemática nesta universidade. Esteve diversas vezes no Instituto de Estudos Avançados de Princeton, onde os também professores suecos Arne Beurling e Lars Hörmander (que foi seu aluno) também estiveram, onde também trabalhou com Michael Atiyah e Raoul Bott.
De seu trabalho com o problema de Dirichlet originou-se sua desigualdade de Gårding para a solução de equações diferenciais parciais elípticas. Também trabalhou com equações diferenciais parciais parabólicas e também do tipo misto.

## Publicações selecionadas
- Some Points of Analysis and Their History. AMS, Providence 1997.
- Encounter with Mathematics. Springer-Verlag 1977, 2ª Ed. 1983, ISBN 3540902295.
- Cauchy's problem for hyperbolic equations. Lecture Notes Chicago 1957.
- Mathematics and Mathematicians – Mathematics in Sweden before 1950. AMS 1998 (sueco: Matematik och Matematiker. Matematik i Sverige före 1950. Lund University Press, 1994).
- Singularities in Linear Wave Propagation. Lecture Notes in Mathematics, Springer, 1987.
- Com Torbjörn Tambour: Algebra for Computer Science. Springer, 1988, ISBN 354096780X.
- The Dirichlet Problem. Mathematical Intelligencer V. 2, Nr.1, 1979.